# Gerda Neumann
Gerda Neumann, född 14 december 1915 i Köpenhamn, död 26 januari 1947 i Köpenhamn, var en dansk skådespelare och sångare.
Neumann debuterade som sångare tillsammans med sin bror Ulrik Neumann 1933. 
De turnerade internationellt tillsammans under 1930- och 1940-talet till platser där hennes man Jens Dennow ordnade engagemang. 
Hon och hennes man omkom i flygolyckan vid Kastrup 1947, samtidigt som den svenske arvprinsen Gustaf Adolf.

## Filmografi i urval
- 1931 – Kärlek, kiv och krigarliv
- 1935 – Sun Over Denmark
- 1940 – Säg det med swing
- 1942 – Frk. Vildkat
- 1943 – Upp med humöret
- 1945 – Fyra fula fiskar
- 1947 – När katten är borta